# Philoponella nigromaculata
Philoponella nigromaculata är en spindelart som beskrevs av Yoshida 1992. Philoponella nigromaculata ingår i släktet Philoponella och familjen krusnätsspindlar.
Artens utbredningsområde är Taiwan. Inga underarter finns listade i Catalogue of Life.